# Short interfering RNA

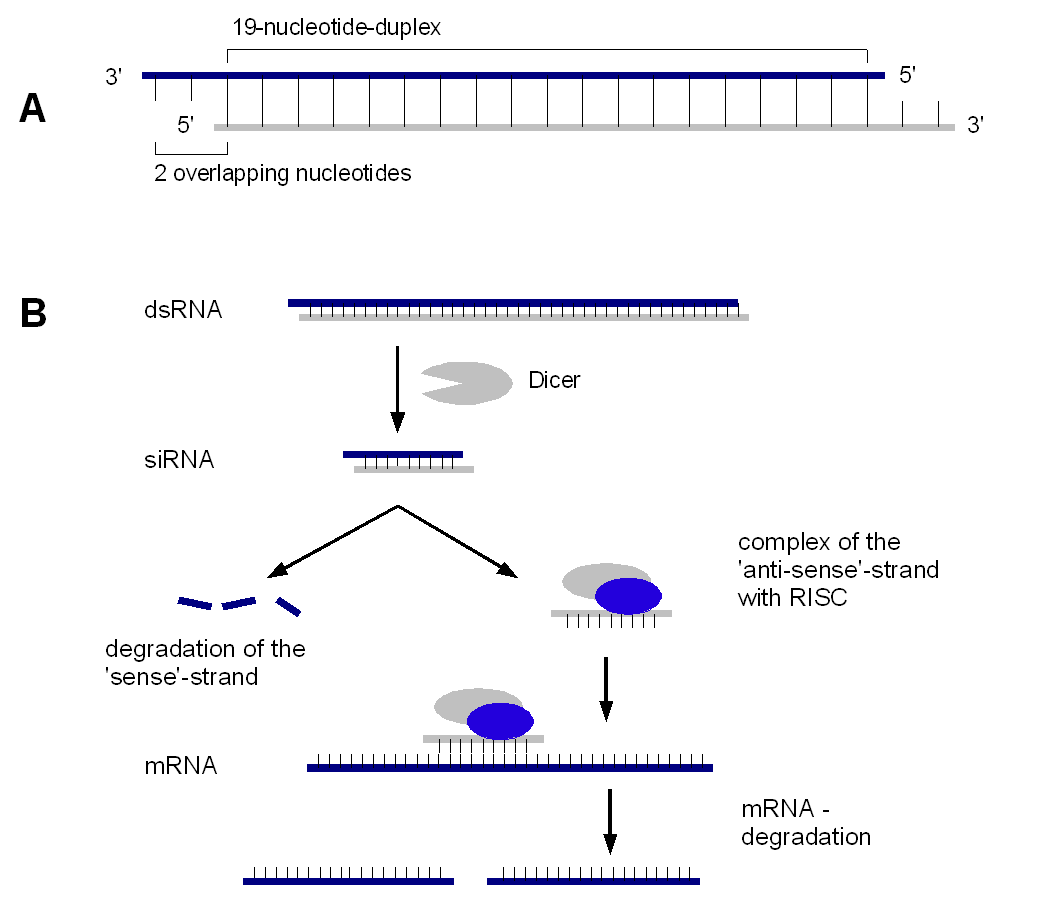
Una molecola di siRNA (A) ed il processo molecolare della RNA interference che la molecola è in grado di avviare

Uno small interfering RNA (o short interfering RNA, traducibile come RNA interferente breve), comunemente conosciuto come siRNA, è una classe di molecole di RNA a doppio filamento, lunghe tra i 19 e i 21 nucleotidi, in grado di svolgere numerosi ruoli biologici.
I siRNA sono coinvolti anzitutto nel pathway della RNA interference, che conduce all'interferenza dell'espressione di specifici geni con sequenze nucleotidiche complementari, degradando l'mRNA dopo la trascrizione, in modo tale da non far avvenire la traduzione.  Hanno un ruolo importante anche in altri processi legati alla RNAi, come alcuni meccanismi antivirali o nel modellamento della struttura della cromatina.
Sul meccanismo esatto di tutti questi processi si sta concentrando la ricerca per giungere una caratterizzazione completa ed esaustiva. Gli siRNA furono inizialmente individuati dal gruppo di ricerca di David Baulcombe a Norwich, come attori principali nel cosiddetto silenziamento genico post-trascrizionale nelle piante. In seguito, nel 2001, siRNA sintetici sono stati utilizzati per indurre RNAi in cellule di mammifero da parte del gruppo di ricerca di Thomas Tuschl. Queste scoperte hanno portato a un interesse crescente per la RNAi e le sue possibili applicazioni in ricerca ed in clinica.

## Struttura

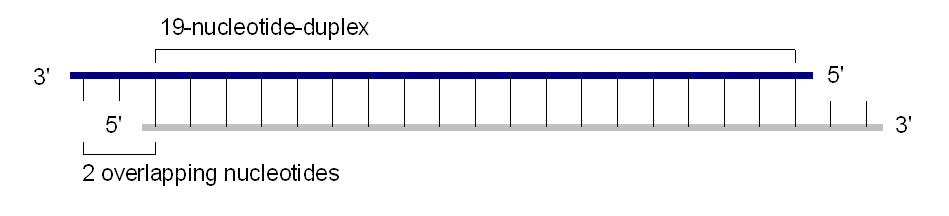
In una tipica molecola di siRNA i 19 nucleotidi centrali sono appaiati, mentre i due posti all'estremità sono sporgenti

Gli siRNA hanno una struttura ben definita, che consiste in un breve RNA a doppio filamento (RNAds), composto solitamente di 21 nucleotidi, con due nucleotidi sporgenti ad ognuna delle due estremità 3'. Questa struttura è il risultato del processamento dell'enzima Dicer, che converte lunghe molecole di RNAds o shRNA (molecole di RNA che formano una forcina) in siRNA. Gli siRNA possono essere introdotti artificialmente dall'esterno attraverso specifici metodi di trasfezione, per indurre il silenziamento di geni specifici. In linea teorica, qualsiasi gene la cui sequenza sia nota può essere scelta come bersaglio di un siRNA. Questo ha reso gli siRNA uno strumento importante per studi sulla funzione genica e sullo sviluppo di nuovi farmaci.

## Induzione di RNAi attraverso siRNA o suoi precursori

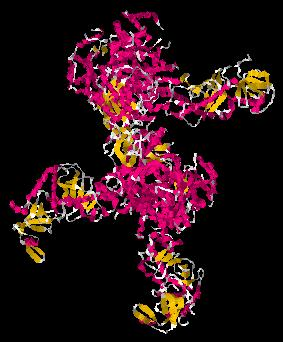
L'enzima Dicer

La trasfezione di un siRNA esogeno può essere problematica, dal momento che il silenziamento genico è solo transiente, soprattutto in cellule a rapida crescita. Una modalità per superare questo problema consiste nell'introduzione nella cellula bersaglio di un vettore (come un plasmide) in grado di esprimere la molecola di siRNA desiderata. Ciò è possibile attraverso il design di vettori in grado di produrre molecole di RNAds contenenti una forcina (chiamati shRNA, small hairpin RNA): tali molecole hanno il vantaggio di essere trascritte esattamente come ogni altro RNA. Questi vettori sono infatti in grado di trascrivere gli shRNA attraverso promotori eucariotici specifici per la RNA polimerasi III (come il promotore del gene umano H1, che codifica per un RNA catalitico, o il promotore dello snoRNA U6), che solitamente inducono la trascrizione dei piccoli RNA nucleari (o snRNA, dall'inglese small nuclear RNA) coinvolti nello splicing. Gli shRNA risultanti dalla trascrizione vengono processate a siRNA dalla RNAsi Dicer, anche se il reale coinvolgimento di Dicer in questo passaggio non è ancora confermato dall'intera comunità scientifica.

## Attivazione RNA
È stato recentemente scoperto che il dsRNA può anche attivare l'espressione genica con un meccanismo che è stato definito "attivazione genica indotta da small RNA" o RNAa. È stato dimostrato che i dsRNAs che hanno come target dei promotori genici inducono una potente attivazione trascrizionale dei geni associati. RNAa sono stati scoperti in cellule umane usando dsRNAs sintetici, chiamati "piccoli RNA attivanti" (saRNAs). Attualmente non è noto se RNAa è conservato in altri organismi.

## Specificità degli siRNA
La RNAi si interseca con diversi altri processi cellulari. Non è dunque sorprendente che l'introduzione di siRNA nella cellula possa indurre alcuni effetti non specifici. Una cellula di mammifero, ad esempio, può interpretare una molecola di RNAds come un composto di origine virale, avviando una risposta immunitaria. Inoltre, dal momento che i microRNA (molecole prodotte dalla cellula per regolare l'espressione genica) sono estremamente simili come struttura ai siRNA, sono possibili indesiderate interferenze anche con questa pathway.

### Immunità innata
L'introduzione di troppo siRNA può generare diverse risposte cellulari aspecifiche in grado di attivare una risposta immunitaria innata. La maggior parte dei lavori scientifici sembra indicare che ciò sia dovuto alla presenza di PKR, un sensore cellulare per gli RNAds, e sembra probabile il coinvolgimento anche del gene RIG-I (acronimo di retinoic acid inducible Gene I). Un metodo promettente per ridurre l'effetto aspecifico consiste nell'adattare gli siRNA fino a far assumer loro la struttura di un microRNA. Dal momento che la presenza citosolica dei microRNA è assolutamente naturale e comporta uno dei più potenti meccanismi di silenziamento cellulare, tale approccio promette di essere molto efficace, permettendo di incorporare minori concentrazioni di siRNA per avere un silenziamento molto più efficiente e selettivo.

### Bersagli errati
Si è riscontrato che alcuni mRNA non perfettamente complementari con la molecola di siRNA somministrata possono comunque andare incontro a degradazione. Questo comporta ulteriore aspecificità di azione degli siRNA. Questo problema, in ogni caso, può essere superato attraverso un oculato design dei siRNA. La costruzione di siRNA ottimizzati per ottenere la massima specificità viene comunemente svolta con il supporto di algoritmi in grado di selezionarne la composizione migliore. I numerosi studi in corso sull'espressione genica e sulle caratteristiche del trascrittoma stanno attualmente permettendo di raffinare tali algoritmi.

## Prospettive future
La possibilità di silenziare in teoria qualsiasi gene attraverso la RNAi indotta da siRNAs sta suscitando un grande interesse nella comunità scientifica così come dell'industria farmaceutica e biotecnologica.

### siRNA nella ricerca di base
L'utilizzo di siRNA e relativi shRNA per silenziare specifici geni sta diventando un utile strumento di silenziamento genico per la ricerca di base. Rimangono tuttavia diversi problemi ancora da superare. Una delle maggiori sfide per terapie basate siRNA e RNAi è la “consegna” intracellulare. La “consegna” di siRNA tramite nanoparticelle ha mostrato risultati promettenti. Gli oligo siRNA in vivo sono vulnerabili alla degradazione da parte delle nucleasi plasmatiche e tissutali e hanno mostrato solo una lieve efficacia in target localizzati, come l'occhio umano. Utilizzare DNA puro è impegnativo, a causa della loro grande dimensione e perché la struttura impedisce loro di diffondere facilmente attraverso le membrane. Gli oligo siRNA sembrano aggirare questo problema grazie alle loro piccole dimensioni, 21-23 oligo. Permettendo il loro arrivo a destinazione tramite dei vettori, chiamati nanovettori. Un buon nanovettore per il targeting tramite siRNA dovrebbe proteggere il siRNA dalla degradazione, aumentando la presenza dei siRNA nell'organo bersaglio e facilitandone l'assorbimento cellulare. I tre gruppi principali di nanovettori per siRNA sono: a base lipidica o non lipidica, a base organica e inorganica. I nanovettori a base lipidica sono eccellenti per il targeting tramite siRNA per i tumori solidi, ma altri tipi di tumore possono richiedere diversi nanovettori organici a base non lipidica, come nanoparticelle a base di ciclodestrine. I siRNA distribuiti mediante nanoparticelle a base lipidica hanno un potenziale terapeutico per i disturbi del sistema nervoso centrale (SNC), ma la barriera emato-encefalica (BBB), spesso blocca l'accesso a potenziali agenti terapeutici per il cervello. I siRNA distribuiti mediante nanoparticelle a base di lipidi sono in grado di attraversare completamente la BBB. Un altro problema nella consegna dei siRNA è la questione dell'off-targeting. Dal momento che i geni vengono letti in entrambe le direzioni, esiste la possibilità che oltre a interferire con l'mRNA bersaglio, il siRNA dell'altro filamento possa interferire con un'altra proteina coinvolta in un'altra funzione. Inoltre, i siRNA mostrano una differente efficacia in differenti tipi cellulari, apparentemente indiscriminatamente (non è infatti possibile definire precisamente se un tipo cellulare sia responsivo ai siRNA oppure no). Rimane in ogni caso il problema delle risposte cellulari aspecifiche, ancora poco comprese. Finché queste due questioni non saranno comprese a fondo e risolte, non sarà possibile la produzione di farmaci ad acidi nucleici pienamente affidabili.

### siRNA nella ricerca farmaceutica
Viste le potenzialità dell'intervento farmacologico sui mRNA, hanno avuto inizio numerosi screening sul trascrittoma, così come numerosi test di funzionalità di numerosi siRNA. Dal momento che i processi patologici dipendono solitamente dall'espressione sregolata di diversi geni, infatti, ci si attende che la somministrazione di siRNA sia in grado di spegnere tale espressione (attraverso la RNAi); ciò potrebbe comportare un sensibile miglioramento delle terapie palliative attualmente utilizzate. La fase I dei trial clinici di due farmaci a RNA (in particolare per il trattamento per la degenerazione maculare) sta in effetti dimostrando che i siRNA sono ben tollerati e mostrano una buona efficacia. In un altro studio clinico di fase 1, a 41 pazienti con cancro avanzato metastatizzato al fegato sono stati somministrati RNAi coniugati con le nanoparticelle lipidiche. Gli RNAi hanno come target due geni che codificano per proteine chiave nella crescita delle cellule tumorali, il fattore di crescita del endotelio vascolare (VEGF), e la proteina KSP (kinesin spindel protein). I risultati hanno mostrato un beneficio clinico, con la stabilizzazione del cancro dopo sei mesi o regressione delle metastasi in alcuni dei pazienti. L'analisi farmacodinamica di campioni bioptici dei pazienti ha rivelato la presenza degli RNAi nei campioni, dimostrando che le molecole raggiungono il bersaglio designato. Alcune prove hanno indicato che i siRNA Ebola-mirati possono essere efficaci come profilassi post-esposizione negli esseri umani, con il 100% di primati sopravvissuti a una dose letale di Zaire Ebolavirus, il ceppo più letale. Quindi i siRNA e la relativa induzione di RNAi, dunque, promettono di dar vita ad una nuova importante classe di farmaci.